# Amecameca
Amecameca är en kommun i Mexiko. Den ligger i östra delen av delstaten Mexiko och cirka 40 km ost om huvudstaden Mexico City. Den administrativa huvudorten i kommunen Amecameca är Amecameca de Juárez.
Kommunen hade sammanlagt 48 421 invånare vid folkräkningen 2010. Kommunens area är 189,48 kvadratkilometer. Amecameca tillhör regionen Texcoco och ligger vid vulkanerna Iztaccihuatl och Popocatépetls västra sluttningar. Kommunen gränsar till delstaten Puebla på andra sidan bergen.